# Cesár Sampson
Cesár Sampson (né le 18 août 1983 à Linz) est un chanteur autrichien qui représente son pays au Concours Eurovision de la chanson 2018 avec « Nobody but You » qui termine 3e du concours et 1re en tenant compte que des votes du jury.